# Luis Antonio Tagle
Luis Antonio Tagle (Manila, 21. lipnja 1957.) je rimokatolički filipinski kardinal i de facto primas Filipina.

## Životopis
Završio je studij filozofije i teologije u Manili. Zaređen je za svećenika 27. veljače 1982. godine. Doktorirao je teologiju na Katoličkom sveučilištu u Washingtonu u SAD-u 1991. godine. Izabran je za člana međunarodne teološke komisije u Vatikanu 1997. godine. Bio je aktivni sudionik Biskupske sinode Azije u Vatikanu 1998. godine. Bio je suradnik Kongregacije za kler 2001. godine. Imenovan je biskupom 12. prosinca 2001. godine. Sudjelovao je na Biskupskoj sinodi u Vatikanu 2005. godine.
Papa Benedikt XVI. imenovao ga je kardinalom na papinskom konzistoriju 24. studenoga 2012. godine u bazilici Svetog Petra u Vatikanu. 
Dana 13. listopada 2011. godine postao je nadbiskupom Manile. Tagle ima snažan vjerski i politički utjecaj s procijenjenih 2,8 milijuna katolika u svojoj nadbiskupiji. Uključen je u mnoga društvena pitanja na Filipinima, s naglaskom na pomaganje siromašnima i potrebitima. 
Papa Benedikt XVI. proglasio ga je kardinalom svećenikom crkve San Felice da Cantalice a Centocelle, na papinskom konzistoriju 24. studenoga 2012. godine u bazilici Svetog Petra u Vatikanu. Sudjelovao je na papinskoj konklavi 2013. godine na kojoj je za novog papu izabran Jorge Mario Bergoglio. Za geslo ima Gospodin je (lat. Dominus est).
Dana 8. prosinca 2019. Vatikan je objavio kako će se 62-godišnji nadbiskup Manile preseliti u Rim kako bi postao prefekt Kongregacije za evangelizaciju naroda koja nadzire rad Crkve u mnogim državama u razvoju.

## Vanjske poveznice
|  | Zajednički poslužitelj ima još gradiva o temi Luis Antonio Tagle |